# Система внутриреакторного контроля
Систе́ма внутриреа́кторного контро́ля (СВРК) — это система контроля ядерного реактора, которая даёт сведения о параметрах и характеристиках активной зоны, необходимых для обеспечения проектного технологического режима эксплуатации активной зоны ядерного реактора. Основная задача — восстановление поля энерговыделения в объёме активной зоны для обеспечения безопасной эксплуатации ядерного топлива.

## Возникновение СВРК
Становление и развитие систем внутриреакторного контроля неразрывно связано с ростом требований надежного контроля распределения энерговыделения в активной зоне. В свою очередь это требование определялось увеличением удельных нагрузок и геометрических размеров активных зон для повышения единичной мощности реакторов и роста их конкурентоспособности в секторе промышленного производства электрической энергии. Рост удельных нагрузок вынуждает до минимума сокращать запасы между текущими и максимально допустимыми значениями основных параметров, характеризующих теплотехническую надежность АЭС. При этом для реакторов с водяным теплоносителем (например, ВВЭР), всегда существует угроза возникновения кризисных явлений в процессе теплосъема.

## СВРК первого поколения
Для первых промышленных реакторов непременным условием безопасности эксплуатации считалось оснащение всех ТВС средствами для определения мощности теплотехническими средствами, как наиболее развитыми на тот период. Таким образом, можно сказать, что СВРК первого поколения или, точнее, прототипы СВРК, как правило, представляли массовые прямые теплотехнические измерения для определения мощностей и относительных мощностей ТВС без широкого использования специальной измерительной и вычислительной аппаратуры для автоматизации и оперативности контроля. Данные системы обладали существенными недостатками: инерционностью, ограниченностью диапазона измерения, отсутствием возможности контроля объемного распределения энерговыделения в активной зоне. Последний недостаток начал частично компенсироваться применением сборок ДПЗ в нескольких ТВС и периодическими специальными измерениями энерговыделения с помощью активационных детекторов.
Так, в конце 60-х — начале 70-х годов XX века для первых ВВЭР-440 в СНИИП была разработана активационная система контроля распределения нейтронного потока по высоте и радиусу активной зоны РПН2-04. В этой системе контроль осуществлялся путём активации в вертикальных каналах стальной проволоки, содержащей марганец, при непрерывном контроле плотности потока нейтронов в каждом из этих каналов с помощью ДПЗ-1п. Общее число каналов контроля равно 12. Далее, во внутриреакторном контроле нейтронного потока в реакторах типа ВВЭР происходило использованию только сборок ДПЗ с эмиттерами из различных материалов. Например, для ВВЭР-440 также первых проектов использовали ДПЗ-1М с родиевым эмиттером и ДПЗ-4п с ванадиевым эмиттером, расположенных по высоте активной зоны. Число родиевых ДПЗ — от 4 до 7 (по высоте), число ванадиевых — от 1 до 2. Всего в реакторе устанавливалось 12 сборок описанного типа. Сигналы от ДПЗ, а также от термопар, размещенных в активной зоне, регистрировались аппаратурой СПН2-01.

## СВРК второго поколения
Полноценные СВРК, то есть автономно управляемые специализированные комплексы программно-технических средств разных модификаций, начали включать в проекты серийных энергоблоков (В-213) с реакторами ВВЭР-440 и в первые проекты ВВЭР-1000 (В-187, В-302, В-338) с конца 70-х годов XX века. В это время разработчиками и изготовителями (ИАЭ им. И. В. Курчатова, СНИИП, Приборный завод «Тензор») на основе магистрального канала связи ВЕКТОР-КАМАК, получившего широкое распространение в СССР и за рубежом, была создана унифицированная электронная аппаратура СВРК-01 «Гиндукуш» (по названию горной системы). Эта аппаратура позволяла изменять технические характеристики и программы путём добавления новых или замены старых устройств без изменения структуры системы в целом. Кроме этого, данная аппаратура обеспечивала возможность работы системы в автономном режиме, то есть без внешней ЭВМ, хотя это и ограничивало частично функциональные возможности.
В качестве внешней ЭВМ для вычислительного комплекса СВРК, обеспечивающего полное восстановление поля энерговыделения в объеме активной зоны и расширяющего другие функциональные возможности, была использована ЭВМ типа СМ-2М производимой в НПО «Импульс» (г. Северодонецк). Выбор типа внешней ЭВМ для СВРК определялся ориентацией на технические средства линии СМ-2, принятых для блочных информационно-вычислительных комплексов всех АЭС с ВВЭР-1000. Функционирование вычислительного комплекса СВРК обеспечивалось внешним математическим программным обеспечением, которое для серийных ВВЭР-1000 получило название «Хортица» (по названию острова на Днепре). Программное обеспечение для ВВЭР-440 получило название «Капри» (по названию острова в Тирренском море). На многих энергоблоках данные системы функционируют и по нынешнее время, выводясь из эксплуатации по ряду причин:
- модернизация СВРК
- выработка ресурса техническими средствами
- введение в эксплуатацию новых сортов топлива
- изменение регламента

## СВРК третьего поколения
Это современные СВРК нового поколения, которые вобрали в себя все положительные характеристики СВРК предыдущих поколений и построены на базе последних достижений в сфере программно-технических средств и информационных технологий. Данные системы ставятся на действующих энергоблоках как с ВВЭР-440, так и с ВВЭР-1000 при проведении мероприятий по модернизации оборудования в связи с продлением ресурсов и/или повышением установленной номинальной мощности реактора. Соответственно СВРК этого поколения вошли в новые проекты энергоблоков с ВВЭР-1000 повышенной безопасности (В-428, В-446, В-412), а также для проектов с реакторами ВВЭР-1200, которые сооружаются на новых площадках Нововоронежской, Ленинградской АЭС и Белорусской АЭС.
Распад СССР и переход в дальнейшем на рыночную экономику способствовало тому, что в настоящее время на разных энергоблоках с ВВЭР в РФ и за рубежом эксплуатируются СВРК нового поколения разных модификаций, поставляемых разными изготовителями, как относительно программного обеспечения, так и относительно технических средств. Однако общими принципиальными характеристиками всех СВРК нового поколения, в основном, являются:
- существенное расширение количества обрабатываемой цифровой и аналоговой информации за счет подключения большого объема новых каналов контроля и обмена информации с другими блочными системами и подсистема контроля и управления для обеспечения комплексного анализа текущего состояния и прогнозирования развития процессов в активной зоне реактора и РУ в целом
- повышение быстродействия за счет применения более совершенных функциональных блоков обработки сигналов и специального программного обеспечения для устранения эффектов запаздывания
- повышение точности за счет использования, как первичных преобразователей, так и измерительной аппаратуры более высоко класса точности, а также усовершенствованных алгоритмов обработки
- повышение надежности за счет выполнения аппаратуры в соответствии с требованиями, предъявляемыми к системам защиты, применения надежных операционных систем и введения развитых процедур самодиагностики
- расширение функциональных возможностей, включая защитные и управляющие функции
- более совершенные системы архивизации и представления оперативной информации на устройствах отображения информации
- интеграция СВРК в общеблочные АСУ ТП или СКУ.